# Urodasys anorektoxys
Urodasys anorektoxys is een buikharige uit de familie Macrodasyidae. Het dier komt uit het geslacht Urodasys. Urodasys anorektoxys werd in 2000 voor het eerst wetenschappelijk beschreven door Todaro, Bernhard & Hummon. 